# Buksschieten

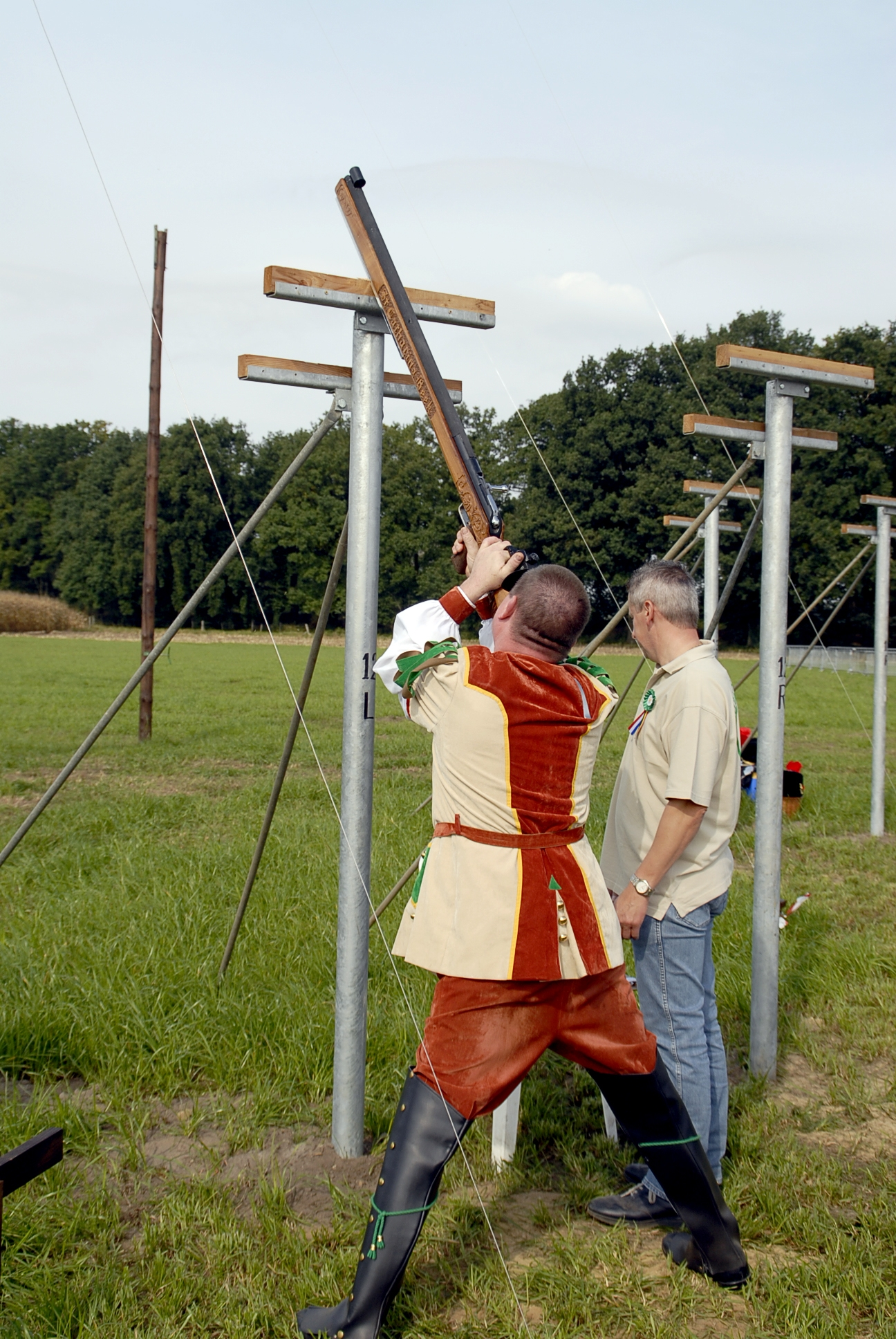
Buksschieten

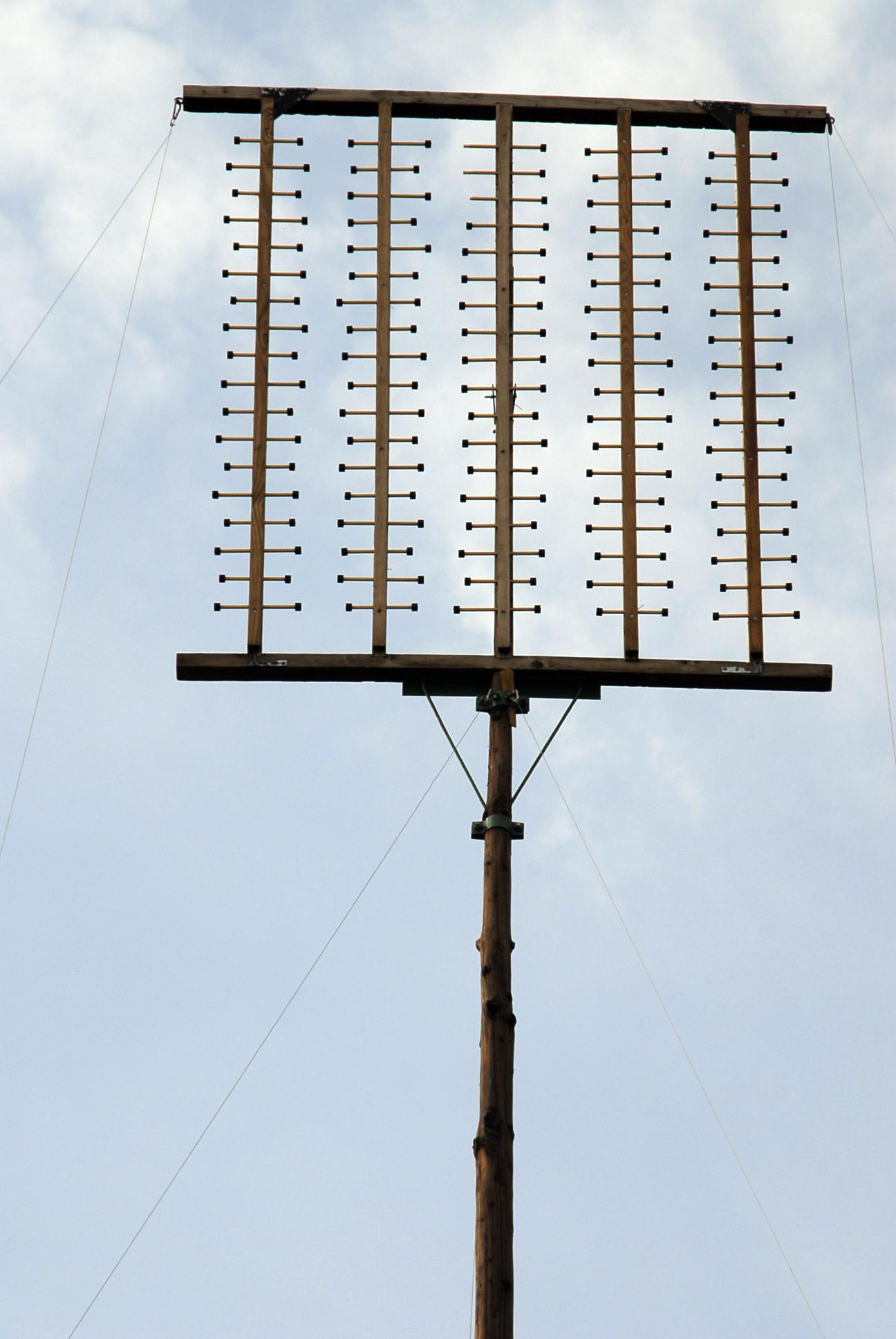
Schietboom met stopjes

Buksschieten is een schietsport waarbij naast het schieten ook traditie een rol speelt. Er wordt met een geweer dat steunt op een aanlegpaal schuin omhoog geschoten naar 18 houten stopjes die gemonteerd zijn op een schietboom. Dit gaat vaak gepaard met optochten in klederdracht.

## Spelregels
Buksschutters proberen per ploeg van zes schutters (een zestal) reeksen van 18 houten stopjes af te schieten. Die stopjes zijn aan een schietboom gemonteerd op een hoogte van 16 meter. In het totaal zijn er 180 stopjes. Als meerdere zestallen in hetzelfde aantal beurten evenveel stopjes hebben afgeschoten, wordt er gekaveld. Dit wil zeggen dat wanneer één zestal erin slaagt om, dikwijls na een lange strijd, meer stopjes af te schieten dan de andere zestallen, dit zestal de winnaar is.

## Materiaal
Een buks is een zwaar geweer. Het is ongeveer twee meter lang en weegt ongeveer 15 kg. Voor de schutters is op negen meter van de schietboom een speciale aanlegpaal opgesteld. De schutter kan zijn buks op de paal laten steunen en zo een stabiele houding aannemen. In die houding kan hij niet alleen de terugslag opvangen, maar is het ook mogelijk langdurig schuin opwaarts naar de stopjes te mikken.

## Buksschieten in België en Nederland
Het belangrijkste jaarlijks evenement is het Oud Limburgs Schuttersfeest elke eerste zondag van juli. Dit evenement lokt naast een massa toeschouwers ook circa 160 schutterijen uit Belgisch en Nederlands Limburg naar de schietweiden.
De meeste schutterijen bestaan al honderden jaren, oorspronkelijk als burgerwachten voor de bescherming van de gemeente of stad. In de loop van de jaren nam die militaire functie af en werden de gilden meer en meer sociaal-culturele verenigingen. Het buksschieten in competitie gaat vaak gepaard met optochten in traditionele kostuums.